# Danmark
|  | Denne artikel omhandler rigsdelen Danmark, der sammen med Færøerne og Grønland indgår i Kongeriget Danmark. For forholdet mellem de forskellige rigsdele se Rigsfællesskabet. |
 For alternative betydninger, se Danmark (flertydig). (Se også artikler, som begynder med Danmark)
 "DK" omdirigeres hertil. For andre betydninger af DK, se DK (flertydig).
Danmark, officielt Kongeriget Danmark, er et land i Skandinavien i Nordeuropa.
Det er den sydligste af de skandinaviske nationer; sydvest for Sverige og syd for Norge, og med landegrænse til Tyskland mod syd. Danmark udgør sammen med Grønland og Færøerne Kongeriget Danmark, hvor Danmark, Grønland og Færøerne er rigsdele. Grønland har selvstyre og Færøerne har hjemmestyre. Rigsdelenes indbyrdes relation kaldes Rigsfællesskabet. 
Danmark er omgivet af flere have: Vesterhavet (Nordsøen), Skagerrak og Kattegat på henholdsvis vest-, nord- og østsiden af Jylland, og Kattegat og Østersøen henholdsvis nord og syd for de danske øer. 
Danmark består af halvøen Jylland (undtagen den tyske del, og oftest medregnet Nørrejyske Ø) og 443 navngivne øer, småøer og holme, med de største øer Sjælland, Nørrejyske Ø og Fyn. Landet er kendetegnet ved flad, dyrkbar jord og sandkyst, lav højde og tempereret klima. Danmark har et samlet areal på 42.952 km².
De tidligste sikre tegn på menneskelig tilstedeværelse i dagens Danmark er fra den ældre stenalder for ca. 10.000 år siden. Landets tidlige historie er præget af skiften mellem ekspansionsfaser (i vikingetiden ikke mindst under Knud den Store, senere i middelalderen under Valdemarerne og i Kalmarunionen) og indimellem disse opløsningsperioder og borgerkrige. Den seneste danske borgerkrig var Grevens Fejde i 1534–36, der ledte til reformationen i Danmark 1536. De følgende århundreder blev præget af svenskekrigene, der efterhånden førte til Danmarks tab af Skånelandene. Forfatningsmæssigt blev det hidtidige adelsvælde i 1660 afløst af enevælden. Med underskrivelsen grundlovsdag 1849 af den danske grundlov blev en mere repræsentativ styreform indledt, og ved systemskiftet 1901 slog parlamentarismen igennem. Industrialiseringen i Danmark fra 1800-tallets midte forandrede landet gennemgribende og satte gang i en langvarig økonomisk vækst. Tyskernes besættelse af Danmark under 2. verdenskrig førte til en udenrigspolitisk nyorientering, så Danmark i 1949 blev medlem af NATO. I 1973 blev Danmark medlem af EF (nu EU).
1. juli 2025 var folketallet 6.004.582. Ved den første folketælling i 1735 havde landet blot 718.000 indbyggere. Siden da er befolkningstallet steget stort set uafbrudt, primært fordi den forventede levealder er blevet meget længere. Derudover har der siden 1960'erne i de fleste år været positiv nettoindvandring til Danmark. 1. januar 2025 udgjorde indvandrere og efterkommere som defineret af Danmarks Statistik i alt 977.000 personer, svarende til 16,3 % af den samlede befolkning.
Dansk er det officielle sprog, mens tysk anderkendes som regionalt sprog i Sønderjylland. Danmark er et konstitutionelt monarki, hvor statsministeren fungerer som regeringschef, mens Folketinget er den lovgivende forsamling. Landet er inddelt i fem regioner og 98 kommuner.
Danmark betragtes med et bruttonationalprodukt på 2.804,7 milliarder kr. i 2023 (471.500 kr. pr. indbygger) som et velstående land. Velstanden skabes hovedsageligt i servicesektoren, hvor knap 80 % af de beskæftigede arbejder.
Danmark var med til at grundlægge NATO, Nordisk Råd, OECD, OSCE, Europarådet og FN og er i dag en del af EU såvel som Schengen-samarbejdet. 

## Etymologi
Danmark (Denamearc) nævnes i et manuskript der også indeholder den Angelsaksiske Krønike, nærmere betegnet The Abingdon Chronicle II. I manuskriptet, som menes at være nedskrevet i det 11. århundrede, genfortælles Orosius på angelsaksisk, og i det pågældende afsnit berettes om nordmanden Ottar – den angelsaksiske genfortælling blev i ældre tid traditionelt tilskrevet Alfred den Store (849–899). Den latinske sammenstilling In marca vel regno Danorum forekommer hos den østfrankiske krønikeskriver Regino af Prüm som her skildrer Otto I i år 965 indkalder til bispe-møde.
Ordet Danmark er også nævnt på Jellingstenene, som daterer sig til år ca. 950.
Ordet Danmark består af to led. Forstavelsen "Dan-" henviser til danerne eller, ifølge Saxo, til sagnkongen Dan. Der er utallige referencer til daner forskellige steder i Europa hos både antikkens græske og romerske historikere (som Gregor af Tours, Jordanes og Procopius) og hos middelalderens (som Adam af Bremen, Beowulf, Widsith og Ældre Edda)
På norrønt blev folket i flertal kaldt "danir", som kan betyde noget i retning af "fladlandsbeboere". "Daner" er sandsynligvis en afledning af det indoeuropæiske *dhen-, som betyder "flade, fladt bræt".
Ordet Danmark kan altså have betydet "fladlandsbeboernes grænseland" og var muligvis i begyndelsen begrænset til skovene i Slesvig, altså danernes grænseland til tyskerne mod syd.
"Mark" blev på oldhøjtysk og angelsaksisk brugt i betydningen "grænseland", og den politiske tone genfindes også i ordet, og embedet, markgrevskab, ligesom endelsen muligvis også har forbindelse til skovområder som Finnmark eller Telemark.
Mens "Danmark", i almindelig sprogbrug entydigt refererer til konge-riget og nationalstaten Danmark, så dukker identiske eller lignende stednavne også op i den svenske geografi: Danmark (sv), sogn i Uppsala län; Dannemark, en ø i skærgården ved Göteborg, et skovområde i Karlshamn, Blekinge; Dannemarka, Västra Götalands län, vest for Vättern.

## Historie

### Forhistorie fra oldtid til vikingetid (10500 f.Kr. – 1047 e.Kr.)
Den danske forhistorie før stenalderen er mest geologisk historie, fordi der ikke er sikre tegn på mennesker. Man har spekuleret i, at neandertalere for 100.000 år siden eller mere har opholdt sig i det nuværende Danmark, men der er ikke klare tegn herpå. For cirka 15.000 år siden begyndte indlandsisen at vige nordpå i forbindelse med en klimaændring. Herpå fulgte i de næste årtusinder tre forskellige indvandringsbølger til Danmark: For ca. 10.000 år siden (ca. 8.000 f.Kr.) indvandrede nogle jægere og samlere, som ifølge DNA-analyser var små og meget mørkhudede med grå eller blålige øjne. Derefter fulgte for ca. 6.000 år siden (4.000 år f. Kr.) det folk, der bragte agerbrug til landet, og dermed lod bondestenalderen afløse jægerstenalderen. Og ca. 1.000 år senere (omkring 3.000 f.Kr.) kom endelig et hyrdefolk (kendt som Jamna-kulturen) med oprindelse i Østeuropa, der med stor sandsynlighed medbragte det indoeuropæiske sprog, som dansk nedstammer fra.
Cirka 1700 f.Kr. begyndte bronzealderen i Danmark, og cirka 500 f.Kr. fulgte jernalderen. Sidstnævnte var underinddelt i keltisk jernalder, romersk jernalder og germansk jernalder. Allerede i slutningen af jernalderen, dvs. i 700-tallet, kan der have eksisteret en stærk, dansk centralmagt. Herom vidner det kolossale forsvarsværk Dannevirke og Kanhavekanalen Samsø.
Den danske historie indledes i det 8. århundrede, hvor de skriftlige kilder begynder at omtale forholdene her. Den nordiske regions forhistoriske tid, og såvel den efterfølgende vikingetid, omtales også, selv af historikerne, som oldtid. Her begynder de nordfra-kommende (danske, svenske og norske) vikinger at hærge og handle i det meste af Europa. På den måde er vikingetiden en overgangsfase mellem forhistorien og den danske middelalder. Fra denne tid stammer Jellingstenene og Gorm den Gamle, som er den første konge i den traditionelle danske kongerække. I vikingetiden kaldtes Danmark for Tanmaurk. Danske og skandinaviske vikinger spillede i det meste af vikingetiden en stormagtsrolle i Europa, bl.a. på grund af den stærke flåde. Fra slutningen af 800-tallet blev der grundlagt danske bosættelser i England, og i 1013 og igen i 1016 erobrede danske konger hele England. Efter Knud den Store blev vikingeimperiet igen svækket, og England gik tabt. Da Svend Estridsen fik tronen i 1047, var Danmarks tid som vikingemagt forbi.

### Middelalder (1047–1536)
Efter ca. 1050 begynder en periode, hvor en mere fredelig kontakt med det øvrige Europa fik stadigt stigende betydning, f.eks. med indførelse af kristendommen, kulturpåvirkninger og nye driftsformer for landbrugene. Andre tre forhold fik også større betydning: kongernes forsøg på at øge deres indenlandske magt, deres forsøg på at udvide det udenrigske magtområde, f.eks. under Valdemarerne, og striden med Hanseforbundet.
Den indenlandske magtkamp stod først mellem stormændene på den ene side og kongemagten og kirken på den anden. Senere blev det til en strid mellem kirken og kongemagten. Udenrigspolitisk forsøgte man at skabe og fastholde et østersørige, kulminerende i Kalmarunionen af 1397. Samarbejde med Hanseforbundet var en handelsmæssig nødvendighed, men også et konstant politisk problem. Dette byforbund fik stor indflydelse på landets forhold og var i perioder den reelle magt i landet.

### Reformationen og tabte krige (1536–1660)
I 1534-36 oplevede Danmark sin sidste borgerkrig i form af Grevens Fejde mellem borgere og bønder på den ene side og adelen på den anden. Den førte til reformationen i 1536 med overgang til en luthersk protestantisme og tab af pavens og kirkens indflydelse, der udgjorde et markant skifte i Danmarks historie. Kongerne inddrog kirkegodset og stod på den baggrund stærkt over for adelen, dog blev meget af rigdommen brugt til krigsførelse. Tydeligst er dette eksemplificeret ved renæssancekongen Christian IV, der nok lod opføre smukke bygninger mange steder i landet, men som led alvorlige nederlag ved sin deltagelse i trediveårskrigen i Tyskland. Den fortsatte kamp mod Sverige medførte nederlag på nederlag med stadige tab af territorier, først øerne i Østersøen, men senere også danske kerneprovinser som Skånelandene ved Freden i Roskilde i 1658.

### Enevælde, tab af Norge og Guldalder (1660-1848)
Umiddelbart efter Karl Gustav-krigene gennemførte kongen et statskup i 1660, hvor han afskaffede den gamle forfatning og indførte enevælden med støtte fra borgerskabet. En ny embedsadel voksede frem ved kongernes gunst, og byernes borgere fik efterhånden øget indflydelse. Landet var præget af den kulturelle påvirkning fra Frankrig og af kongernes tyskprægede forvaltning. Med stavnsbåndets ophævelse og senere med andre reformer inden for landbruget fik landet økonomisk fremgang. Denne blev afbrudt af Englandskrigene, da englænderne bombarderede København i 1807 og tog den danske flåde. Danmarks sluttede sig til Napoleon, mens Sverige allierede sig med England. Med freden i Wien (1815) blev Danmarks union med Norge opløst. I 1813 oplevede Danmark en statsbankerot, men fra 1830'erne startede den såkaldte kornsalgsperiode, en langvarig højkonjunktur for landets vigtigste erhverv, landbruget. Kulturelt blev perioden en opgangstid for f.eks. dansk filosofi, digtning og billedkunst (guldalderen) med forfattere som f.eks. H.C. Andersen, Søren Kierkegaard og N.F.S. Grundtvig.

### Demokrati, industrialisering og besættelse (1849-1945)
Det danske monarki bestod efter freden i Wien af kongeriget og hertugdømmerne Slesvig, Holsten og Lauenborg samt kolonierne. Fordi Slesvig var et dansk len med både dansk- og tysktalende befolkning, hvorimod Holsten og Lauenborg var med i det Tyske forbund, udbrød der stridigheder mellem tilhængerne af Helstats- og Ejderpolitikken, som hver havde sit nationale synspunkt. Dette førte til et oprør mod Danmark og den 1. Slesvigske Krig, som Danmark med hjælp fra England vandt. I forbindelse med revolutionerne i Europa i 1848 fik Danmark en demokratisk styreform med grundloven i 1849.
 De underliggende brudlinjer i det sønderjyske spørgsmål var dog ikke fjernet, og i 1864 brød den 2. Slesvigske Krig ud. Den tidligere støtte fra udlandet var der ikke længere, og hæren led nederlag, især i slaget ved Dybbøl. Resultatet blev tabet af hertugdømmerne, herunder også den dansktalende del af Slesvig.
Omkring 1870 kom industrialiseringen i gang i Danmark, og den blev fremmet ved anlægget af et tætmasket jernbanenet og af talrige færge- og fragtbådsforbindelser mellem landsdelene.
Samtidig betød opsvinget i landbruget (andelsbevægelsen), der begyndte med mælkecentrifugen i 1878, en forøget købekraft hos landbefolkningen og førte til et befolkningsoverskud, hvilket accelererede den tilstrømning fra land til by, som var begyndt allerede ti år før – fra 1870. Dermed fik byerhvervene en kærkommen reserve af billig arbejdskraft.
Husning af disse mange tilflyttere skete meget vilkårligt, hvilket ikke bremsede de epidemier, som hærgede København og de større provinsbyer allerede 16 år før andelsbevægelsen kom i gang. Gennem kloakering, oprettelse af skoler og udbygning af sundhedsvæsnet fik man dog efterhånden sat skik på folkesundheden.
På arbejdsmarkedsfronten lykkedes det at dæmpe uroen, da det danske arbejdsmarked ved storkonflikten i 1899 fik sin grundlov, hvor fagbevægelsen anerkendte arbejdsgivernes ret til at lede og fordele arbejdet, og arbejderne fik ret til at organisere sig. De sidste årtier af 1800-tallet blev præget af en langvarig forfatningskamp. Det godsejerdominerede parti Højre havde regeringsmagten i over 30 år (1870–1901), selvom oppositionspartiet Venstre havde flertal i Folketinget i det meste af perioden. I 1901 kom endelig systemskiftet, hvor Venstreministeriet Regeringen Deuntzer blev dannet. Siden har parlamentarismen været hovedreglen i Danmark.
Danmark holdt sig uden for 1. verdenskrig, og forsyninger til de krigsførende lande gav arbejde og indtjening til mange. Efterhånden fik kvinderne også valgret (1915), og det tyske nederlag i 1918 medførte en folkeafstemning, så Nordslesvig blev genforenet med Danmark 15. juni 1920, men afstemningen efterlod et tysk mindretal i Danmark og et dansk i Tyskland. Den økonomiske krise i 1930'erne betød massearbejdsløshed, men også forbedring af samfundets støtte til dårligt stillede. Bl.a. som følge af genoprustningen af de europæiske stormagter kom der atter gang i produktionen i Danmark. Tyskland holdt Danmark besat under 2. verdenskrig indtil 5. maj 1945, og Bornholm var derefter besat af sovjetiske tropper indtil den 5. april året efter. Den danske regering vedblev under den tyske besættelse at fungere indtil 1943, men der opstod efterhånden en modstandsbevægelse, der var medvirkende til, at landet kunne tælles med blandt de allierede lande, der oprettede FN i 1945. Island, der i 1918 var blevet et selvstændigt land i personalunion med Danmark, forlod i 1944 efter en folkeafstemning unionen og udråbte en republik.

### Efterkrigstid (1945–1990)
I årene efter 2. verdenskrig var Europa delt ideologisk og efter landegrænser. Frygten for Sovjetunionen førte til, at Norge og Danmark valgte at deltage i NATO (1949). Det gav dog samtidig landet adgang til Marshall-planen, der var ment som en støtte til genopbygning af de europæiske lande. Det skabte gode tider i landet, og kommunismen mistede efterhånden taget i den brede befolkning. Storpolitisk var situationen fastlåst, og det gav meget få manøvremuligheder i dansk udenrigspolitik, men på det økonomiske område var der dog plads til ændringer. Herunder udbygningen af velfærdssamfundet, som regeringer af forskellig politisk observans var aktivt medvirkende til at forme. I 1960'erne skete en stor tilgang af kvinder til arbejdsmarkedet sideløbende med en stærk udbygning af den offentlige sektor. I løbet af 1960'erne kom der gang i forhandlingerne om dansk deltagelse i EF (det senere EU), og i 1972 bekræftede en folkeafstemning Danmarks optagelse i fællesskabet. Ved flere senere afstemninger blev samarbejdet trinvis udvidet. Med oliekrisen i 1973 startede en økonomisk recession, ligesom jordskredsvalget samme år førte til politisk ustabilitet. Samtidig havde Danmark et kronisk underskud på betalingsbalancen. Fra 1982 førte forskellige regeringer ledet af Poul Schlüter en stram økonomisk politik, der kulminerede med "kartoffelkuren". Årtiet blev på denne baggrund betegnet som "fattig-firserne".

### Efter Den Kolde Krig (1990–)
Med jerntæppets fald i 1989, Tysklands genforening i 1990 og Sovjetunionens opløsning i de følgende år blev der skabt helt nye vilkår for dansk udenrigspolitik, der blev langt mere aktiv: Støtte til de baltiske lande, udvidelsen af NATO, øget integration i EU og militær deltagelse i aktioner på Balkan, i Afghanistan og Irak. I 1990 havde Schlüter-regeringernes stramme økonomiske politik skabt overskud på betalingsbalancen for første gang siden 1962. I løbet af 90'erne lykkedes det under Poul Nyrup Rasmussens regering at nedbringe arbejdsløsheden væsentligt. Den såkaldte kickstart satte gang i en højkonjunktur, og arbejdsmarkedsreformer med vægt på aktiv arbejdsmarkedspolitik formindskede den strukturelle ledighed. I flere bølger fik landet en stærk tilstrømning af udenlandske statsborgere, især fra den tredje verden, der kom hertil dels som flygtninge og dels som familiesammenførte. Efterhånden viste det sig at indvandringen skabte problemer, og diskussionen om hvilken politisk linje der skal lægges, har været og er stadig et aktuelt tema.
Udenrigspolitisk var årtiet der startede med årtusindskiftet, præget af terrorangrebet i USA den 11. september 2001, som udløste krigen i Afghanistan og senere i Irak, hvor den amerikansk ledede koalition af villige lande med dansk deltagelse angreb Irak og styrtede Saddam Husseins regering.
I 2005 tegnede 12 danskere hver en satirisk tegning af islams profet Muhammed for at sætte fokus på at ytringsfriheden var truet, hvilket førte til reaktioner fra muslimer i Danmark og udlandet. Efter tegningerne har spekulationer gået på, om Danmark skulle blive et mål for terror.
Indenrigspolitisk førte VK-regeringerne ledet af Anders Fogh Rasmussen en kontraktpolitik med skattestoppet som grundlag for den økonomiske politik. Fogh Rasmussen tilbragte 8 år i statsministeriet, indtil han trak sig tilbage for at overtage posten som generalsekretær i NATO.
Efterfølgeren, Lars Løkke Rasmussen tiltrådte i 2009 under finanskrisen, som bl.a. medførte stigende arbejdsløshed og et stort underskud på statsfinanserne. I 2011 blev han afløst af en S-SF-R-regering under Helle Thorning-Schmidt, der i det store og hele videreførte forgængerens økonomiske politik. I 2015 blev hun igen afløst af Lars Løkke Rasmussen, først i spidsen for en ren Venstre-regering og fra november 2016 i en koalitionsregering sammen med Liberal Alliance og Det Konservative Folkeparti.
Et af de store økonomiske spørgsmål i årene lige efter årtusindskiftet var, hvorvidt den danske finanspolitik var holdbar på lang sigt i lyset af de forventede kommende befolkningsændringer med flere ældre. Efter flere økonomiske forlig, der har forbedret de langsigtede offentlige finanser, har såvel regeringen som de økonomiske vismænd siden 2012 vurderet, at finanspolitikken nu er holdbar på lang sigt. Ifølge vismændene vurderes finanspolitikken endda at være overholdbar, sådan at de fremtidige offentlige udgifter bliver mindre end skatteindtægterne.

## Politik og regering
Danmark har konstitutionelt monarki, og det politiske system tager udgangspunkt i Grundloven af 1849. Statsministeren, Mette Frederiksen, er regeringschef. Før Grundloven af 1849 udgjorde Kongeloven fra 1665 det centrale stykke lovgivning i den danske forfatning. Visse dele af loven gælder fortsat. Danmark har repræsentativt demokrati, som i visse tilfælde afholder folkeafstemning ved vigtige beslutninger.

### Rigsstyrelse
Monarken, Kong Frederik 10., er statsoverhoved med ceremonielle opgaver. Han er afskåret fra at udføre politiske opgaver, men har en formel rolle i forhold til udnævnelse af og afskedigelse af regeringer og underskrivelse af vedtagede love. Disse opgaver er der dog fastlagt (i praksis ufravigelige) procedurer for.

### Magtens tredeling
Styret er opdelt mellem de tre magter, den udøvende magt, som ligger hos regeringen, den lovgivende magt som ligger hos Folketinget og den dømmende magt, som ligger hos domstolene. Grundloven siger, at både monarken og Folketinget udgør den lovgivende magt, men dette betyder i praksis regeringen og Folketinget. Danmark har den evangelisk-lutherske kirke som statsreligion, men Grundloven sikrer religionsfrihed. Dog skal den danske regent være af evangelisk-luthersk tro.
Folketinget er landets parlament og lovgivende magt, som består af 179 medlemmer, hvoraf to vælges fra Færøerne og to fra Grønland. De fire mandater plejer hverken at stemme for eller imod i forbindelse med indenrigspolitiske forhold, men støtter dog som regel i krisesituationer det parti, de føler sig tættest knyttede til. Folketingsmedlemmerne vælges ved forholdstalsmetoden, men kandidaterne opstilles lokalt, hvormed politikerne bevarer en vis afhængighed af de lokale valgkredse. Folketinget har siden 1961 en spærregrænse på 2 %, men et kredsmandat kan give adgang. Valg holdes hvert fjerde år, men statsministeren kan opløse Folketinget når som helst og udskrive et nyt valg. Det seneste folketingsvalg blev afholdt d. 1. november 2022. Regeringen kan ikke have et flertal imod sig i Folketinget; regeringen behøver således ikke at have et flertal bag sig og kan således bestå af partier, der samlet har mindre end halvdelen af Folketingets pladser. Folketingsmedlemmerne mødes fire gange om ugen til debat.
Traditionelt har de fleste danske regeringer været mindretalsregeringer med støtte fra ikke-regeringspartier, og samarbejde hen over midten har været mest typisk. Socialdemokratiet og Venstre har haft størst indflydelse som regeringsbærende partier siden systemskiftet i 1901.
Regeringen Mette Frederiksen II, der tiltrådte 15. december 2022, er en i dansk sammenhæng usædvanlig konstruktion, idet det er en koalitionsregering henover midten bestående af Socialdemokratiet, Venstre og Moderaterne. 
Ministrene udpeges af statsministeren og behøver ikke at sidde i Folketinget eller være i noget parti.
Domstolene er uafhængige af regering og folketing. Højesteret er den øverste domstol og har det sidste ord ved tvister og tvivlsspørgsmål ift. loven. Højesteret har dermed en vis politisk betydning, da de i sidste ende kan dømme lovforslag og politiske handlinger ulovlige i forhold til Grundloven. EU-domstolen har efterhånden også form af øverste myndighed på mange områder i landet, ligesom Højesteret også har rettet ind efter Menneskerettighedsdomstolen, jf. Jens Olaf Jersilds Grønjakkesag.
Grundloven af 1953 sikrer – i fællesskab med indarbejdelsen af Den Europæiske Menneskerettighedskonvention i dansk lov i 1992 – danske borgeres menneskerettigheder. I 2017 placerede Transparency International Danmark som det næstmindst korrupte land i verden efter New Zealand. Den amerikanske organisation Freedom House rangerer Danmark som "frit" med hensyn til politiske rettigheder og borgerlige frihedsrettigheder.

### Udenrigsforhold og militær
Danmark er medlem af forskellige sammenslutninger som f.eks. EU, FN, NATO og Nordisk Råd. Som medstifter af NATO afbrød Danmark i efterkrigstiden halvandet århundredes neutralitet og forsøgte under koldkrigstiden at knytte de østeuropæiske lande til Vesten, heriblandt de baltiske lande (Estland, Letland og Litauen). Danmark har været medlem af EU (tidligere EF) siden 1973 og hører her til blandt de frihandelsorienterede EU-lande. Opbakningen til medlemskabet er generelt høj i Danmark, samtidig med at befolkningen er skeptisk overfor at afgive yderligere suverænitet til EU.
Ved en folkeafstemning i 1992 sagde et flertal nej til Maastricht-traktaten. I en folkeafstemning fra 2000 stemte danskerne nej til at udskifte den danske krone med euroen som valuta, og i 2015 var der i en anden folkeafstemning flertal imod at ophæve det danske retsforbehold indenfor EU. I fem andre folkeafstemninger om EF-/EU-spørgsmål har der omvendt været et flertal for deltagelse: I 1972 (medlemskab af EF), i 1986 (EF-pakken), i 1993 (Edinburgh-aftalen), i 1998 (Amsterdam-traktaten) og i 2014 (Patentdomstolen).
Efter krisen om Muhammed-tegningerne boykottede flere muslimske lande danske produkter i protest mod den danske regerings afvisning af at fordømme disse tegninger. En af Danmarks ambassader blev af samme årsag udsat for brandstiftelse. Forholdet til de fleste muslimsk regerede lande er siden blevet forbedret, mens islamister endnu i 2010 fremsatte trusler mod danske interesser.
Eftersom Arktis rummer relativt store mængder af olie og naturgas, som Grønland grænser op til sammen med Canada, USA, Norge og Rusland, er der opstået tvist mellem de enkelte om retten til området.
Norden er en vigtig ideologisk samarbejdspartner, som Danmark har tætte kulturelle bånd til. Landene handler meget med hinanden, og deres indbyggere kan rejse frit i hinandens lande. I de seneste par år har de to medlemmer i Rigsfællesskabet, Grønland og Færøerne, fået større medbestemmelse på udenrigspolitiske områder, såsom geopolitiske emner samt søgning efter olie. Danmark har altid givet FN opbakning både politisk og økonomisk, men de danske NGO'er og private organisationer varetager også en væsentlig andel af den bilaterale bistand. Danmark bidrager årligt med 0,75 % af bruttonationalindkomsten i samlet udviklingsbistand. og forsøger at støtte sine 20 primære samarbejdslande i den tredje verden på områder som økonomisk vækst, social- og miljøforhold.
Det danske forsvarsbudget for 2010 var på ca. 23 milliarder kroner, og forsvarsudgifterne udgør dermed 1,06 % af BNP. Det danske forsvar består af de fire grene Hæren, Hjemmeværnet, Søværnet og Flyvevåbnet. Mænd har værnepligt, men langt fra alle skal aftjene den – det afgøres, hvem der skal, ved lodtrækning. Kvinder (og de mænd som ikke blev udtrukket) kan vælge at aftjene frivillig militærtjeneste. Årligt aftjener omtrent 6500 unge danske kvinder og mænd militærtjeneste. Tjenestetiden varer 4-12 måneder afhængig af tjenestested.
Efter 2. verdenskrigs afslutning måtte Danmarks militær næsten bygges op fra grunden. Til dette arbejde blev der bl.a. ydet støtte fra USA og andre allierede i NATO, som Danmark var med til at stifte i 1949. Da der siden den kolde krigs afslutning ikke har været nogen trusler om invasioner af landet, har man i stedet indsat styrkerne i udlandet for at støtte konfliktramte lande i at dæmpe og forebygge konflikter. Siden terrorangrebet 11. september 2001 har Danmark desuden aktivt deltaget i terrorbekæmpelsen. De tre største internationale engagementer har været i Kosovo (KFOR), Afghanistan (ISAF) og Irak (MNF-I).

### Rigsfællesskabet, regioner og kommuner
Udover det egentlige Danmark, der ligger i Skandinavien, omfatter den danske stat også de to selvstyreområder Grønland og Færøerne. Områderne hører ifølge grundlovens §1 til Kongeriget Danmark og er dermed underlagt Folketinget og regeringen. De to områder har dog begge egen folkevalgt forsamling og et landsstyre ledet af henholdsvis en landsstyreformand (Grønland) og en lagmand (Færøerne). Færøerne opnåede hjemmestyre i 1948 og Grønland i 1979. De to områder er dog ikke fuldt uafhængige, f.eks. skal folkeskolerne udover det lokale sprog undervise i dansk. Staten yder økonomisk bloktilskud til begge områder, ligesom staten yder bloktilskud til regionerne og kommunerne i Danmark. Udenrigsforhold varetages som hovedregel af regeringen i København med inddragelse af både Grønland og Færøerne, når det vedrører disse. Hvert område repræsenteres også ved to pladser i Folketinget.
Danmark er inddelt i fem regioner og 98 kommuner. Regionerne blev oprettet 1. januar 2007 og erstattede de tidligere 13 amter. På samme tid blev kommunerne samlet til større enheder, og deres antal blev reduceret fra 270 til 98. De nye regioners største ansvar er at administrere sundhedssektoren.
Regionerne er Region Hovedstaden, Region Sjælland, Region Syddanmark, Region Midtjylland og Region Nordjylland.
Ertholmene er ikke del af en kommune, men hører under Forsvarsministeriet.

### Uddannelsesvæsen
Uddannelserne i Danmark er tilgængelige for landets borgere. Finansieringen foregår gennem skatter og for privatskolernes vedkommende også via en vis egenbetaling. I 2001 var der 1683 folkeskoler. Antallet var faldet til 1084 i 2019. Antallet af børn i folkeskolen faldt med 4,5 % fra 2007 til 2016, mens børn i fri- og privatskoler blev 3,9 % flere. I Danmark er der i følge grundlovens §76 ikke skolepligt, men undervisningspligt, hvilket betyder, at alle skal have undervisning fra 0-9. klasse. Forældrene kan vælge mellem folkeskolen, private grundskoler og hjemmeundervisning. Derefter – eller evt. efter et frivilligt ekstra skoleår i 10. klasse – er der mulighed for at tage en ungdomsuddannelse i form af enten en erhvervsrettet ungdomsuddannelse eller en gymnasial uddannelse. Omkring 140 institutioner tilbyder almen studentereksamen, og der var sammenlagt knap 150.000 studerende på stx, htx, hhx og hf i 2018.
Der bliver derefter udbudt en lang række forskellige videregående uddannelser på forskellige niveauer og indenfor diverse erhverv.
Der findes i alt otte universiteter i Danmark, hvoraf det ældste er Københavns Universitet, som blev grundlagt i 1479. København Universitet er ligeledes landets største med lige over 38.000 studerende i 2019. Derudover findes Aarhus Universitet, Syddansk Universitet, Aalborg Universitet og Roskilde Universitet som alle er polyfakultære universiteter, samt Danmarks Tekniske Universitet, Copenhagen Business School og IT-Universitetet i København, der er monofakultære. Sammenlagt havde de danske universiteter i 2018 omkring 150.000 studerende.
Professionshøjskoler eller såkaldte university colleges findes spredt ud over hele landet. Desuden findes uddannelsesinstitutioner indenfor musik, kunst og arkitektur.
En specialitet i det danske uddannelsessystem er de danske folkehøjskoler, som især er inspireret af N.F.S. Grundtvigs og Christen Kolds tanker. Det er eksamensfri kostskoler med vægt på livsoplysning og personlig og samfundsmæssig dannelse.

## Geografi
Danmark har et areal på 42.952 km² som opgjort af Danmarks Statistik i 2023. Det præcise areal ændrer sig lidt fra år til år. Ifølge CIA's opgørelse var det i 2023 verdens 133. største land, lidt mindre end Estland på godt 45.000 km² og lidt større end Nederland på ca. 41.500 km². Danmark ligger i Skandinavien, beliggende i det nordlige Europa, og grænser kun til Tyskland mod syd. Landet er omgivet af flere have: Vesterhavet mod vest, Skagerrak mod nord, Kattegat og Øresund, og Østersøen mod syd. Mellem disse have findes mange sunde og bælter: Dels Limfjorden (som er et sund) mellem Vesterhavet og Kattegat, dels Lillebælt, Storebælt og Øresund mellem Kattegat og Østersøen og dels en lang række mindre farvande mellem øerne. Den største del af arealet udgør halvøen Jylland (23.872 km²), mens resten fordeler sig på 1419 øer, heraf 443 navngivne og heraf igen 78 beboede. De tre største øer er Sjælland, Den Nørrejyske Ø (Vendsyssel-Thy) (siden 1825, nuværende åbning siden 1862) og Fyn.

### Topografi
Danmark har på grund af sit store antal mindre øer og fjorde en af Europas længste kystlinjer på 8.750 km. Der er 368 kilometer fra det nordligste punkt på Skagens Nordstrand til det sydligste punkt på Gedser Odde og 452 kilometer fra det østligste punkt på Østerskær til det vestligste punkt på Blåvands Huk. Visse steder findes der mange små søer. Landskabet er generelt fladt med sletter, klinter og klitter og Lammefjord som det laveste punkt på landjorden med -7,5 m. Det højest ikke-menneskeskabte punkt er Møllehøj ved Skanderborg med 170,86 m, næsthøjest Yding Skovhøj med 170,77 m og endelig Ejer Bavnehøj med 170,35 m. Disse punkter er alle beliggende i samme område, kaldet Ejer Bjerge, nogle km sydvest for Skanderborg.
Landskabet varierer på de forskellige landsdele: Østdanmark har et varieret terræn. Heriblandt har Bornholm et specielt landskab med grundfjeld. Vestjyllands landskab består af agermarker, plantager og smalle enge. Nordjylland har sandede kyster med storklitter og lave forsumpede sletter.

### Klima og miljø
Danmarks klima er tempereret. Vintrene er milde med en gennemsnitstemperatur på 0 grader celsius i januar og februar og somrene er kølige med en gennemsnitstemperatur 15,7 grader celsius i august. Der er regionale forskelle i temperatur, nedbør og sol. Undertiden kan der forekomme kolde, kontinentalt prægede vintre, kaldet isvintre, ligesom der kan forekomme hede somre. Den højeste temperatur, som siden 1874 er blevet målt i Danmark er 36,4 °C, hvilket blev målt 10. august 1975 på Holstebro Flyveplads. Den laveste temperatur, som siden 1874 er blevet målt på dansk jord, er -31,2 °C, som blev målt i Hørsted i Thy 8. januar 1982.
Danmarks flora tilhører den tempererede løvskovszone. Sammenlignet med andre lande i Europa er floraen forholdsvis artsfattig. De danske skove er nogenlunde ligeligt fordelt på løv- og nåleskov. Rødgranen er det almindeligste træ, da det dækker 16 % af skovarealet, mens bøgetræer står for 13 %. Træer som eg, ask og elm er sjældne i den danske natur. Dyrelivet ligner dyrelivet i resten af Centraleuropa. Udbygningen af infrastrukturen forhindrer dyrenes genpulje i at blive større, hvilket er årsag til, at mange arter er truede eller uddøde i Danmark. Den samlede bestand af 22 arter af danske agerlandsfugle er faldet med 36 % mellem 1990 og 2008. Dette anses for at være en indikator for faldende biodiversitet i agerlandet.

### Verdensarv
7 natur- og kulturelle områder i Danmark og 3 i Grønland vurderes at være så enestående i global sammenhæng, at de er optaget på UNESCOs Verdensarvsliste.
Det drejer sig bl.a. om:
- Stevns Klint;
- Vadehavet – der strækker sig langs både den danske, tyske og nederlandske kyst;
- Ilulissat Isfjord
- Aasivissuit – Nipisat
- Kujataa Grønland

## Økonomi
Bruttonationalproduktet var i 2023 på 2.804,7 milliarder kr., mens BNP pr. indbygger var 471.500 kr. Da Danmark også modtager betydelige nettorenteindtægter fra udlandet, var bruttonationalindkomsten endnu større, nemlig 2.884,5 mia. kr. Danmark er dermed et relativt rigt land. Landet er samtidig karakteriseret ved en ret høj andel af befolkningen i beskæftigelse, hvilket ikke mindst skyldes kvindernes erhvervsfrekvens. Landet har i europæisk sammenhæng en relativt lav ledighed, stor udlandsformue, ingen nettogæld og en lav, men stigende indkomstulighed.

### Erhvervsstruktur
Den danske arbejdsstyrke tæller omkring 3 millioner personer. 78,4 % af de beskæftigede arbejder i serviceerhverv, mens 17,7 % er tilknyttet industrien eller bygge- og anlægssektoren. Landbruget, der engang var landets hovederhverv, er i forhold hertil i vore dage en mindre vigtig økonomisk faktor for beskæftigelsen: Kun knap 2 % (60.000 personer) er beskæftiget i landbrug og gartneri, mens 5.800 personer eller 0,16 % arbejder inden for skovbrug og 1.900 personer (0,06 %) ved fiskeriet (november 2022).
Landbrugsafgrødernes andel af det samlede areal i Danmark udgjorde i 2021 59,4 % af landets samlede areal. Danmark har traditionelt haft en af de højeste dyrkningsintensiteter i verden.
Fiskeri udgør omkring 3 % af den samlede vareeksport, og de største fiskerihavne (målt på værdien af de landede fisk) ligger i Skagen, Hanstholm, Thyborøn, Hirtshals og Hvide Sande.
Danmark var i juli 2024 verdens tiendestørste søfartsnation målt på bruttotonnage. I alt 739 handelsskibe sejlede under dansk flag.

### Valutaforhold og udenrigsøkonomi
Den danske valuta er kronen. Gennem den europæiske valutakursmekanisme (ERM II) fører Danmark fastkurspolitik over for euroen, så valutakursen altid ligger på omtrent 7,45 kroner pr. euro. Dette medfører, at Nationalbanken altid må tilpasse den danske pengepolitik i forhold til Den Europæiske Centralbanks politik. Efter at Danmark ved en folkeafstemning i september 2000 valgte at beholde kronen i stedet for at indføre euroen som valuta, er der stor politisk opbakning til at fortsætte fastkurspolitikken på ubestemt tid. Det gør Danmark relativt unikt blandt andre vestlige lande, idet landet dermed i dag er det eneste OECD-land, der fører fastkurspolitik, hvor landets samhandelspartnere typisk enten følger en inflationsmålsætning eller har erstattet deres nationale valuta med euroen.
Danmarks økonomi er meget afhængig af samhandel med udlandet. I 2023 udgjorde importen således 60 % og eksporten 68 % af BNP. Danmark fører traditionelt en ret frihandelsorienteret politik, blandt andet gennem landets medlemskab af EU, OECD og WTO.
Danmark er nettobidragyder til EU, dvs. den danske stat betaler mere til EU, end landet modtager. I 2019 var det danske nettobidrag til EU på 7,6 mia. kr. eller 0,3 % af Danmarks bruttonationalindkomst.

### Offentlige finanser og beskatning
Danmarks økonomi er bygget op om den skandinaviske velfærdsmodel, der garanterer alle borgere sociale ydelser. Den udbyggede velfærdsstat medfører en stor offentlig sektor og et tilsvarende højt skattetryk, der i 2023 var på 43,8 % af BNP. For de 10 % af skatteyderne, der betalte topskat i 2016, var marginalskatten i gennemsnit 56,4 % inklusive arbejdsmarkedsbidrag. For alle skattepligtige personer tilsammen var den gennemsnitlige marginalskat på arbejdsindkomst i 2016 på 38,9 %.

### Økonomiske udfordringer
Ved indgangen til 1980'erne havde den danske økonomi betydelige balanceproblemer i form af høj og stigende ledighed, høj inflation og vedvarende underskud på betalingsbalancen. Samtidig var den offentlige gæld stigende. Inflationen blev siden langvarigt lav og stabil, ikke mindst på grund af Danmarks troværdige fastkurspolitik. Betalingsbalanceunderskuddet satte rekord i 1986, men er siden 1990 vendt til et vedvarende betalingsbalanceoverskud (dog med undtagelse af 1998). Ændringen skyldtes dels den langvarige lavkonjunktur 1997-2003, hvor investeringerne var lave, og dels en stigende national opsparing, blandt andet på grund af udbredelsen af tvungne arbejdsmarkedspensioner samt en række skattereformer, der har reduceret rentefradraget. I 2023 havde Danmark et overskud på betalingsbalancen på ca. 276 mia. kr. og en udlandsformue på 1.641 mia. kr. eller 59 % af BNP.
Ledigheden nåede i 1993 sit rekordniveau i efterkrigstiden på 12 % af arbejdsstyrken. Det skyldtes både, at der på det tidspunkt var en kraftig lavkonjunktur, og at den strukturelle ledighed var høj. Såvel bedre konjunkturer som en række reformer, der har skabt den danske ”flexicurity”-model og dermed begrænset strukturledigheden, har siden skabt et stort fald i ledigheden. I 2008 nåede bruttoledigheden et lavpunkt på 2,7 %. På grund af finanskrisen steg ledigheden igen og var i 2012 på 6,1 %, hvorefter den igen begyndte at falde. Den registrerede bruttoledighed var 2,8 % i 2023.
Også den danske offentlige nettogæld nåede at blive betalt under de gode tider i 1990'erne og 2000'erne, så den offentlige sektor i 2008 havde en nettoformue på knap 108 mia. kr. Under finanskrisen blev denne formue igen vendt til en, omend ret beskeden, offentlig nettogæld. Ved udgangen af 2023 havde den offentlige sektor imidlertid igen oparbejdet en finansiel nettoformue på lidt over 19 % af BNP. Et mere alvorligt strukturelt problem for de offentlige finanser har dog været den fremtidige befolkningsudvikling med flere ældre. Det har været baggrunden for en række tiltag siden 2005, der skal fremtidssikre de offentlige finanser, startende med velfærdsforliget i 2006. Det vurderes i dag, at disse tiltag har været mere end tilstrækkelige til at sikre, at finanspolitikken er holdbar på lang sigt.
Dansk økonomi præges i dag af andre udfordringer. Inflationen blev i 2022 højere end i mange år, men faldt igen i 2023 mod et mere normalt niveau. Blandt mere strukturelle udfordringer er ønsket om at omstille produktionen og forbruget til at være CO2-neutrale på lang sigt. Desuden spiller diskussionen om fremtidens arbejdsudbud, og hvordan det kan påvirkes, bl.a. via uddannelsessystemets sammensætning, en stor rolle i den økonomiske debat.
Samtidig er indkomstfordelingen blevet mere ulige i de seneste årtier. Ifølge Danmarks Statistiks opgørelser er Gini-koefficienten steget fra 22,1 i 1987 til 30,0 i 2022, en stigning på 36 pct. Ifølge en opgørelse fra Eurostat i 2023 ligger Danmark på en tiendeplads i EU, hvad angår lighed i indkomstfordelingen.

## Infrastruktur
Danmarks infrastruktur er veludbygget og generelt i god stand og består hovedsageligt af almindelige landeveje, motorveje og et jernbanenet med to primære togselskaber, Arriva og DSB. Danmark var i 2000 nr. 29 i verden blandt lande med flest kilometer motorvej pr. indbygger. Lastbiler er oftest den del af transportkæden, der leverer godset til den endelige destination, og dominerer derfor den danske godstransport. Den står også for ca. 80 % af den samlede godstransport, skibe og færger udgør ca. 19 %, mens jernbanen står for kun ca. 1 % af den indenlandske godstransport. Cirka 196 millioner passagerer rejste 2013–2014 årligt på jernbanenettet. Der findes fem internationale lufthavne i Danmark, hvor Kastrup Lufthavn med sine knap 21 millioner passagerer årligt er Skandinaviens største lufthavn. Den fungerer som lufthavn ikke bare for danskere, men også for store dele af den sydsvenske befolkning. Andre store lufthavne er Billund i Jylland og Aalborg, Esbjerg og Aarhus.
Danmark har et omfattende færgenetværk i både ind- og udland. Færgerne spillede tidligere en vital rolle mellem landsdelene, men efter at faste forbindelser etableredes over Lillebælt (1935) og Storebælt (1997–98), spiller færgerne primært en rolle for småøerne. I 2017 udgjordes det danske færgenetværk af i alt 71 ruter - 52 indenrigsruter og 19, der gik til udlandet.
DR er Danmarks offentlige broadcaster, og landet har 26 tv-stationer plus 51 repeatere. Internet og mobiltelefon er meget udbredt, og der findes mere end dobbelt så mange mobil- som fastnettelefoner.

### Energiforsyning
Det danske endelige energiforbrug var i 2022 på 96 gigajoule pr. indbygger, hvilket var lidt over EU-gennemsnittet på 91 gigajoule. Energien anvendtes til transport, produktionsprocesser samt opvarmning og elforbrug i husholdningerne. Olie (40 %), naturgas (9 %), kul (6 %) og vedvarende energi (inklusive bionedbrydeligt affald) (42 %) var de væsentligste energikilder i Danmark.:50-52 
Den danske udvinding af olie og naturgas fra Nordsøen har spillet en betydelig rolle i Danmarks energiregnskab siden 1980'erne. Siden 2004 har Nordsø-produktionen dog været for nedadgående. Danmark var nettoeksportør af olie i perioden 1993-2017. Hvad den samlede energibalance angår, har aktiviteterne i Nordsøen og en stigende produktion af indenlandsk energi betydet, at Danmark blev selvforsynende med energi i 1997 og bevarede en selvforsyningsgrad på over 100 % (dvs. landet var netto-eksportør af energi) til og med 2012. I 2013 blev landet igen netto-importør, da selvforsyningsgraden faldt til 93 %. I 2023 var selvforsyningsgraden 59 %.:4  I 2018 var Danmark målt på produktionens størrelse nr. 41 blandt verdens 100 olieproducerende lande.
Vedvarende energi spiller en stigende rolle i energiforsyningen. Mens det samlede energiforbrug har været nogenlunde konstant siden 1990, er produktionen af vedvarende energi steget 391 % fra 1990 til 2023. Blandt EU-landene havde Danmark i 2022 den tredjehøjeste andel af vedvarende energi i energiforbruget, nemlig 42 % mod EU-gennemsnittet på 18 %. Sverige og Letland havde en højere andel.:50  I 2023 udgjorde energi fra vindkraft ca. 24 % af den samlede vedvarende energiproduktion, mens produktionen af biomasse stod for ca. 38 %, biogas for 14 % og omgivelsesvarme (til brug i varmepumper) 10 %. Betragter man alene elektricitetsproduktionen, udgjorde vindkraften 54 % af den samlede indenlandske elforsyning i 2023.
En betydelig del af landets varmeenergi kommer fra kraftvarmeværker, hvor overskydende varme fra elproduktionen bruges i fjernvarmenettet. Denne produktionsmetode er betydelig mere udbredt i Danmark end i resten af verden på grund af det relativt store varmebehov i Danmark, den tilstrækkelige befolkningstæthed og en bevidst politisk linje med bl.a. tilslutningspligt til kraftvarmeværker. Udnyttelsen af overskudsvarmen fra elproduktionen forøger kraftværkernes virkningsgrad og dermed den samlede energieffektivitet betydeligt.

## Demografi
Ifølge Danmarks Statistik havde Danmark 1. maj 2025 en befolkning på 6.001.008 indbyggere  og var dermed for første gang nogensinde større end 6 millioner indbyggere. Personer med dansk oprindelse (inklusive færøsk og grønlandsk) udgjorde 83,7 % (5.016.000 personer), indvandrere 12,6 % (753.000 personer) og efterkommere som defineret af Danmarks Statistik 3,7 % (224.000 personer). Af de 977.000 indvandrere og efterkommere har ca. en tredjedel en vestlig baggrund og to tredjedele en ikkevestlig baggrund.
I Danmark bor ca. 17.500 personer født i Grønland og knap 11.000 personer født på Færøerne.

### Fordeling
Befolkningen er geografisk set ujævnt fordelt: I 2024 boede 23 % af befolkningen i hovedstadsområdet, 65 % i andre byer ned til 200 indbyggere, og 11 % boede i landdistrikter.
Der findes et tysksindet mindretal i Sønderjylland.
15,5 % af befolkningen er 14 år eller yngre, mens knap 21 % er 65 år eller ældre.

### Indvandring
Der er indbyggere fra over 200 forskellige oprindelseslande i Danmark. I 2025 er de 10 største grupper fordelt på oprindelsesland tyrkere, polakker, ukrainere, rumænere, syrere, tyskere, irakere, folk fra Libanon, Iran og Pakistan.
Indvandringen til Danmark var ret beskeden indtil 1960'erne, men tog så et opsving omkring 1970 og efter midten af 1980'erne. Ændringen skyldes især indvandring af gæstearbejdere og flygtninge og i anden omgang mulighederne for familiesammenføring. Desuden foregår der efterhånden en væsentlig indvandring på grundlag af studieopholdstilladelser. Stramninger af reglerne for flygtninge og familiesammenføring har siden medført et fald i disse kategorier, mens etableringen af et frit arbejdsmarked mellem Danmark og resten af EU efterhånden har medført en væsentlig indvandring fra andre EU-lande, især Tyskland, Polen og Rumænien.

### Befolkningsudvikling
Ifølge nogle beregninger var der ca. 1 million danskere i 1200-tallet, men landbrugskrise i 1300-tallet, den sorte død og andre epidemier reducerede siden befolkningen, så tallet 1 million først blev nået igen i 1800-tallet. Den første folketælling af Danmarks indbyggere går helt tilbage til 1735, hvor folketallet udgjorde ca. 718.000. Fra 1769 til 1900 mere end tredobledes indbyggertallet.
Ifølge Danmarks Statistiks befolkningsfremskrivning vil der i 2070 være ca. 6,2 millioner indbyggere i Danmark – ca. 3 % flere end i dag. Heraf vil personer af dansk oprindelse udgøre ca. 78 %, indvandrerne ca. 14 % og efterkommerne ca. 8 %. Omkring 55 % af indvandrerne og efterkommerne vil komme fra ikkevestlige lande.

### Sprog
Dansk, som er det officielle sprog, tales overalt i landet. Dansk består af mange dialekter og kan deles ind i tre hovedgrupper: Østdansk, ødansk og jysk. Tysk er som det eneste andet sprog officielt anerkendt som minoritetssprog i Danmark (i Sønderjylland). Engelsk er et meget udbredt fremmedsprog.

### Religion
Danmark har grundlovssikret religionsfrihed. I en meningsmåling fra 2016 anførte 17 % af danskerne, at religion var meget vigtig i deres liv. Ifølge en anden meningsmåling i 2017 betegnede 48 % af danskerne sig som ikke-troende.
70,7 % af den danske befolkning var i januar 2025 medlem af den evangelisk-lutherske danske folkekirke. 41 år tidligere, i 1984, var tallet 91,6 %. Derudover er der ca. 150.000 medlemmer af de øvrige anerkendte kristne trossamfund, hvoraf den Katolske Kirke i Danmark er den største med ca. 45.000 tilknyttede. Dernæst kommer Jehovas Vidner med 14.000 tilknyttede, ca. 5.000 medlemmer af henholdsvis Baptistkirken i Danmark, pinsekirkerne og Metodistkirken i Danmark, og 4.300 mormoner.
Med nettoindvandring fra bl.a. en række muslimske lande i de sidste 50 år er islam i Danmark blevet landets næststørste religion med ca. 4,4 % af befolkningen i 2020 (256.000 mennesker). Der er omkring 170 moskeer i Danmark. Ifølge Center for Samtidsreligion ved Aarhus Universitet var der i 2020 op imod 35.000 buddhister i Danmark, 23-25.000 hinduer og 2.000 sikher. Ifølge Det Jødiske Samfund i Danmark er der ca. 6.000 danske jøder – de fleste dog sekulære.

## Kultur
Det danske folk rangeres ofte som et af de mest tilfredse folk i hele verden. I OECD's indeks 2017 over befolkningernes selvrapporterede tilfredshed er danskerne den befolkning, hvor livstilfredsheden er næsthøjest, kun overgået af nordmændene.

### Værdier
Dansk kultur forstået som de værdier, holdninger, vaner, skikke og særlige forhold, der udgør den nationale identitet, kan næppe afgrænses præcist. Den officielle Danmarkskanon fra 2016 giver dog et bud i form af de 10 værdier, som fik størst tilslutning blandt de godt 300.000 danskere, der deltog i kanon-afstemningen:
1. Velfærdssamfundet
2. Frihed
3. Tillid
4. Lighed for loven
5. Kønsligestilling
6. Det danske sprog
7. Foreningsliv og frivillighed
8. Frisind
9. Hygge
10. Den kristne kulturarv

De 10 øvrige værdier, der deltog i afstemningen, var andelstanken, det deltagende folkestyre, folkelige bevægelser, folkeoplysning, håndværk, begrænset magtdistance, landskaber og bygningskultur, medmenneskelighed, plads til forskellighed og Danmark i verden.

### Mad og drikke
Traditionelt bygger det danske køkken på de planter og dyr, som er blevet dyrket, avlet eller fanget i landet. I bondekøkkenet i hele middelalderen og frem til midt i 1800-tallet var hovedbestanddelene således rugbrød og øl. I nyere tid er de gamle danske madtraditioner blevet suppleret med mange former for importerede fødevarer og madretter: Rugbrød og frikadeller har fået konkurrence af pizza, burger og kebab. Danskerne har på verdensplan det største eller et af de største forbrug af kød pr. indbygger på over 100 kg årligt.
Det mest almindelige måltidsmønster består af tre hovedmåltider (morgenmad, frokost og aftensmad), hvoraf aftensmaden for de fleste er det største og vigtigste måltid. Det er karakteristisk, at frokosten, måltidet midt på dagen, meget ofte er et koldt måltid, ofte en medbragt madpakke med smørrebrød. Festudgaven af dette hverdagsmåltid, det store kolde bord, er en sammensætning af kolde og lune retter med brød, der ofte serveres ved højtider som jul og påske.
Stegt flæsk med persillesovs blev i 2014 i en mediedækket afstemning med 63.000 deltagere kåret til at være Danmarks nationalret. Retten fik 27.893 stemmer og vandt dermed stort over de øvrige retter. Smørrebrød og hakkebøf fulgte på de næste pladser.

### Musik
De første kendte komponister fra Danmark var tyskerne C.E.F. Weyse og Friedrich Kuhlau fra slutningen af 1700-tallet. Sammen med J.P.E. Hartmann blev Niels W. Gade toneangivende i dansk musik i 1800-tallet. Carl Nielsen fra starten af 1900-tallet er den eneste internationalt kendte danske, klassiske komponist.
Pop/rockgruppen Shu-bi-dua er med seks millioner solgte albums det bedst sælgende navn i Danmark nogensinde. 
Popgrupper som Aqua og Cartoons synger både i og uden for Danmark, og flere danske rockmusikere synger på engelsk. Af andre genrer har hiphop-gruppen Den Gale Pose gjort sig bemærket internationalt, ligesom heavy metalgruppen Volbeat har haft stor succes i USA, og er blevet nomineret til en Grammy. De har solgt over 3 millioner albums på verdensplan. Ligeledes har popgruppen Lukas Graham modtaget flere internationale nomineringer og har blandt andet opnået over 1,25 mia. streams på deres internationale hit "7 Years" i juli 2022.

### Film
I begyndelsen af 1900-tallet, i stumfilmens æra, var Danmark en stor filmnation. Nordisk Films Kompagni, det senere Nordisk Film, blev grundlagt i 1906. Omkring 1910 startede landets guldalder inden for stumfilm, der varede frem til omkring 1920, hvor Danmark førende på verdensplan inden for filmproduktion.
I moderne tid har dansk film fået international anerkendelse, ikke mindst for sin vilje til at eksperimentere. I 1995 udviklede danske filminstruktører en helt ny filmart, "Dogme 95", der udfordrede filmreglerne og skabte stor international opmærksomhed. Biograffilmproduktionen var på 18 biograffilm i 1975. I 2017 fik 36 danske film biografpremiere (inklusive 10 dokumentarfilm). De danske films markedsandel er normalt mellem 20 og 30 % af alle biografbesøg i Danmark. Blandt berømte filminstruktører er Carl Th. Dreyer, Lars von Trier, Bille August, Thomas Vinterberg og Susanne Bier.
Der er også lavet flere dokumentarfilm om Danmark, blandt andre Danmarksfilmen fra 1935, Danmark 1960 og turistfilmen Danske billeder fra 1971, skrevet af henholdsvis Poul Henningsen, Tørk Haxthausen og Klaus Rifbjerg.

### Arkitektur
Den danske arkitektur har sin tid helt tilbage hos vikingerne. Den blev mere betydelig i middelalderen, da de første kirker i romansk og gotisk stil blev bygget rundt om i hele landet. Frederik 3. og Christian 4. fik hollandske og flamske designere til at bygge storslåede kongeslotte og paladser i nederlandsk renæssancestil. I sin sene regeringstid kunne Christian 4. også indføre barokstilen, som var populær i en vis periode. Den neoklassiske arkitektur kom oprindeligt fra Frankrig, men blev langsomt indført af danskere, som i stigende grad udtrykte stilen. En produktiv periode med historicisme endte med at udvikle sig til den nationalromantiske stil. Fra 1930'erne vandt den moderne stilart funktionalisme frem. Moderne værker af danske arkitekter er Sydney Opera House og Storebæltsbroen.
Danmark har fem kultursteder på UNESCOs Verdensarvsliste: Jellingstenene, Kronborg Slot, Roskilde Domkirke, Brødremenigheden i Christiansfeld og parforcejagtlandskabet i Nordsjælland. Desuden optræder landbrugsområdet Kujataa i Grønland på verdensarvslisten.

### Sport
Danmark har flere populære sportsgrene. Fodbold er landets mest populære sport, med en rig historie fra den internationale konkurrence. Danmarks strande og vandløb er populære steder for fiskeri, kano, kajak og en bred vifte af andre vand-tema sportsgrene. Andre populære sportsgrene er golf, tennis, cykling og indendørs sportsgrene som badminton, håndbold og forskellige former for gymnastik. I speedway-racing har Danmark vundet flere verdensmesterskaber, herunder VM i Speedway og Speedway World Cup i 2006 og 2008.
I 1992 vandt herrelandsholdet i fodbold EM.
De nationale håndboldhold har vundet en række medaljer i tidens løb. I EM-historien på mændenes side er det blevet til i alt otte medaljer, nemlig to guldmedaljer (2008, 2012), to sølvmedaljer (2014, 2022) og fire bronzemedaljer (2002, 2004, 2006 og 2024). De største triumfer for herrelandsholdet var dog, da man blev verdensmestre i 2019, 2021 og 2023.

### På dansk
- Statsministeriets hjemmeside
- Folketingets officielle hjemmeside
- Danmarks Statistik
- DMI, vejr klima og hav Arkiveret 23. oktober 2007 hos  Wayback Machine
- Turistinformation om Danmark Arkiveret 14. december 2007 hos  Wayback Machine

### På engelsk
- The World Factbook om Danmark
- Danmark på det nu frie Encyclopaedia Britannica Eleventh Edition (kan findes på s. 23-43)

56°N 10°Ø / 56°N 10°Ø